# Первомайский сельсовет (Амурская область)
Первома́йский сельсове́т — упразднённое сельское поселение в Тындинском районе Амурской области.
Административный центр — село Первомайское.

## История
Первомайский сельский Совет народных депутатов был образован в 1929 году.
3 августа 2005 года в соответствии с Законом Амурской области № 32-ОЗ муниципальное образование наделено статусом сельского поселения.
Упразднено в январе 2021 года в связи с преобразованием муниципального района в муниципальный округ.

## Население
| 2002 | 2010 | 2011 | 2012 | 2013 | 2014 | 2015 |
| ---- | ---- | ---- | ---- | ---- | ---- | ---- |
| 812  | ↘797 | ↘792 | ↘775 | ↘749 | ↘721 | ↘709 |
| 2016 | 2017 | 2018 |      |      |      |      |
| ↘699 | ↘698 | ↗707 |      |      |      |      |

## Состав сельского поселения
| № | Населённый пункт | Тип населённого пункта       | Население |
| - | ---------------- | ---------------------------- | --------- |
| 1 | Первомайское     | село, административный центр | ↗707      |